# Life in a Beautiful Light
Life in a Beautiful Light ist das dritte Album der schottischen Singer-Songwriterin Amy Macdonald. Es erschien am 8. Juni 2012.

## Geschichte
Im Gegensatz zum Vorgängeralbum, das während des Tourlebens von Amy Macdonald entstanden war, nahm sie sich für dieses Album eine einjährige Auszeit. Nach eigenen Angaben ist dieses Album daher wesentlich „positiver, entspannter und akustischer“ geworden.

## Rezeption
Jens Bauszus schrieb im Focus, im Vergleich zu den Vorgängeralben brauche Life in a Beautiful Light „ein klein wenig mehr Zeit, um im richtigen Licht zu erscheinen. Die zwölf Songs sind nicht mehr ganz so verspielt, oder besser gesagt, nicht mehr ganz so massenkompatibel zugeschnitten. Der am Ende durchschimmernden schlichten Schönheit tut dies aber keinen Abbruch. Im Gegenteil.“ Er gab 7 von 10 Punkten.
Der Musikkritiker Mike Diver von der BBC nannte das Album uninspiriert und voller Klischees, so dass er sich über den fortwährenden kommerziellen Erfolg der Sängerin nachgerade wundert.
Birgit Fuß schrieb in der deutschen Ausgabe des Rolling Stone: „Die überbordende Instrumentierung des vorigen Albums hat sie zurückgefahren – zugunsten der guten alten Gitarre. Ein paar Spielereien erlaubt sie sich noch, ein paar Keyboards hier und da, kleine Soundbites, aber nichts, was wirklich von ihr ablenken würde.“

## Titelliste
| #   | Titel                            | Länge |
| --- | -------------------------------- | ----- |
| 1.  | 4th of July                      | 3:48  |
| 2.  | Pride                            | 3:22  |
| 3.  | Slow It Down                     | 3:53  |
| 4.  | The Furthest Star                | 3:29  |
| 5.  | The Game                         | 4:24  |
| 6.  | Across The Nile                  | 3:19  |
| 7.  | The Days of Being Young and Free | 4:09  |
| 8.  | Left That Body Long Ago          | 4:49  |
| 9.  | Life in a Beautiful Light        | 4:35  |
| 10. | Human Spirit                     | 2:06  |
| 11. | The Green and the Blue           | 3:53  |
| 12. | In the End                       | 3:52  |

Auf der limitierten Deluxe-Edition sind zudem zu hören:
| #   | Titel                                         | Länge |
| --- | --------------------------------------------- | ----- |
| 13. | Slow It Down (Acoustic)                       | 3:46  |
| 14. | The Furthest Star (Acoustic)                  | 3:06  |
| 15. | The Green And The Blue (Acoustic)             | 2:49  |
| 16. | Across The Nile (Acoustic)                    | 2:49  |
| 17. | 4th Of July (Acoustic)                        | 3:03  |
| 18. | Slow It Down (Singalong Instrumental Version) | 3:56  |
| 19. | 4th Of July (Singalong Instrumental Version)  | 3:48  |
| 20. | Pride (Singalong Instrumental Version)        | 3:23  |

## Songinformationen
- Das Lied Human Spirit ist der Rettung der verschütteten chilenischen Bergleute während des Grubenunglücks von San José im Jahr 2010 gewidmet. Macdonald bezeichnete dies als ein „für sie bewegendes und inspirierendes Ereignis“.[2]
- Left That Body Long Ago handelt von der Alzheimer-Krankheit ihrer Großmutter.[2]
- 4th of July trägt das Datum des US-amerikanischen Unabhängigkeitstags im Titel und handelt von Macdonalds Erinnerungen an New York City.[1]
- In In the End beschreibt die Sängerin ihre Gefühle und ihre Einstellung zur Musik.[1]
- Pride hat Macdonald geschrieben, nachdem sie vor dem Spiel der schottischen gegen die spanische Fußballnationalmannschaft im Zuge der Qualifikation für die Europameisterschaft 2012, im Stadion Hampden Park die inoffizielle schottische Nationalhymne Flower of Scotland singen durfte.[6]
- The Green and the Blue hat seinen Titel von The Old Firm, der Rivalität der beiden Glasgower Fußballvereine Rangers und Celtic.[7]
- Slow it down ist inspiriert von Macdonalds Liebe zu schnellen Autos. Sie ist ein großer Fan des Fernsehmagazins Top Gear und hat selbst einige Runden auf den Rennstrecken von Silverstone und der Mercedes-Benz-Welt auf der ehemaligen Rennstrecke Brooklands gedreht und beabsichtigt, irgendwann eine Rennfahrerlizenz zu erwerben. Der Song selbst handelt aber von ihrem Leben, welches sie ruhiger angehen möchte.[8][9]